# Izobraževalni center Eksena
Izobraževalni center Eksena je zasebno izobraževalno podjetje, ki se ukvarja z neformalnimi izobraževanji na področju medosebnih odnosov in osebnostnega razvoja.  Izobraževalni center Eksena je poslovna enota podjetja Xena d.o.o., ki je bilo ustanovljeno leta 2002 in ima svoj sedež in poslovne prostore v Šentjurju pri Celju.. Generalna direktorja sta Miran Pečnik in Ksenija Pečnik.
Osnovno izhodišče poslanstva Izobraževalnega centra Eksena sta Splošna deklaracija človekovih pravic in Deklaracija o otrokovih pravicah. Skladno s tem so njihova izobraževanja namenjena temu, da lahko posameznik v svojem življenju uresničuje človekove in otrokove pravice.  Njihova vizija je posamezniku vrniti spoštovanje, sočutje in ljubezen, s tem njegovo resnično vrednost, ter tako ustvarjati družbo, ki je ustvarjalna, brez, da je uničevalna.
Vsa njihova izobraževanja potekajo skozi njihovo avtorsko znanje, ki se imenuje Teorija Eksena. Ta aplikativna teorija temelji na tem, da posameznik z njeno pomočjo v svoje odnose vnaša sprejemanje, spoštovanje, strpnost in razumevanje do sebe in do drugih. Teorija temelji na razlagi vpliva vrednot na posameznikovo samopodobo in njegove odnose. Avtorji in utemeljitelji Teorije Eksena so Miran Pečnik, Ksenija Pečnik in Ajda Bezenšek Špetič. Osnove te teorije so opisane v knjigi Vrednost neuspeha, avtorice Ksenije Pečnik (prej Bezenšek), ki je izšla leta 2005.
Izobraževanja v Izobraževalnem centru Eksena potekajo v klasični obliki individualnih pristopov in skupinskih delavnic. Izobraževanja se osredotočajo na odnose (odnos do sebe, odnos do staršev, partnerski odnos, odnos do otrok, odnos med vrstniki, odnosi na delovnem mestu, …itd.).

## Človekoljubni projekti

### Mi smo ZA STRPNOST!
Izobraževalni center Eksena je nosilec človekoljubnega nepridobitnega projekta promocije strpnosti Mi smo ZA STRPNOST!, ki ga od leta 2015 izvaja skupaj z Društvom Eksena.

### Prevod Unescove Deklaracije o načelih strpnosti
V okviru projekta Mi smo ZA STRPNOST! so v Izobraževalnem centru Eksena leta 2015 samostojno naredili prvi slovenski prevod Deklaracije o načelih strpnosti, ki jo je 16. novembra 1995 v Parizu svečano sprejela organizacija UNESCO. 
Za obeležitev 20. obletnice Deklaracije o načelih strpnosti in 70. obletnice Unesca so istega leta izdali slavnostno tiskano knjižico s prevodom Deklaracije, ki so jo ob mednarodnem dnevu strpnosti brezplačno poslali vsem slovenskim vrtcem, osnovnim šolam, večjim knjižnicam, državnim ustanovam in nevladnim organizacijam.

V namen razširjanja vsebine in sporočila tega univerzalnega mednarodnega dokumenta so slovenski prevod Deklaracije javno objavili na svoji spletni strani, kjer je prosto dostopen.

### Turneja strpnosti
16. novembra 2015, na mednarodni dan strpnosti, je Eksenina delegacija strpnosti začela z vseslovensko turnejo strpnosti, na kateri njihovi prestavniki v namen skupnega zavzemanja za strpnost simbolično osebno podarjajo slavnostno tiskano knjižico s prevodom Deklaracije o načelih strpnosti najvišjim predstavnikom države, občin in nevladnih organizacij. V okviru turneje so se med drugim udeležili sprejema pri predsedniku Republike Slovenije, g. Borutu Pahorju,  predsedniku Državnega zbora, dr. Milanu Brglezu  in varuhinji človekovih pravic ge. Vlasti Nussdorfer.

### Prevod Unescove Splošne deklaracije o kulturni raznolikosti
Leta 2016 so v Izobraževalnem centru Eksena v slovenščino samoiniciativno prevedli še en mednarodni dokument s področja človekovih pravic in sicer Splošno deklaracijo o kulturni raznolikosti, ki jo je leta 2001 sprejel UNESCO. Slovenski prevod te univerzalne mednarodne listine so javno objavili na svoji spletni strani. 